# Starcraft
Starcraft (ibland skrivet som StarCraft) är ett realtidsstrategi-datorspel, utvecklat och distribuerat av Blizzard Entertainment år 1998. Spelet använde tidigt en uppdaterad version av spelmotorn i Warcraft II, men Blizzard fick kritik för att spelet blev för mycket "Warcraft in space", så motorn skrevs sedan om helt innan spelet släpptes.
I Starcraft PVP ("Player versus Player"; ung. Spelare mot Spelare) möter man, och spelar även som, en ut av tre olika raser, där den största skillnaden gentemot tidigare strategispel är att raserna måste spelas med helt olika strategier och har olika hierarkiska uppbyggnader.
I Starcraft kan man spela som människor (Terran), Zerg och Protoss. I kampanjdelen får man testa på att spela alla raserna och därför är hela kampanjens speltid mer eller mindre jämnt fördelad mellan de tre olika raserna.
Sättet man bygger baser och krigar på är väldigt olika för de tre raserna, men spelet anses ändå vara ett av de mest välbalanserade strategispelen. Många håller fortfarande Starcraft som det bästa tävlingsspelet, intresset för proffsstarcraft, framförallt i Korea, växer till och med fortfarande.
Starcraft expanderades med expansionspaketet Starcraft: Brood War.
Den 19 maj 2007 meddelade Blizzard att uppföljaren Starcraft II varit under utveckling under flera år. Första delen, Wings of Liberty, släpptes den 27 juli 2010. Starcraft II är planerad att vara i tre delar, Wings of Liberty, Heart of the Swarm och Legacy of the Void.

## Raser
Det finns tre raser att spela som i Starcraft. De skiljer sig mycket från varandra, men ingen av dem är överlägsen de andra.

### Terran
Terran är människor som ursprungligen kommer ifrån Jorden, men bor nu på ett antal planeter i "The Koprulu Sector". Tillsammans har dessa planeter bildat "The Terran Confederacy". Deras teknologi påminner mycket om vår, men är mycket mer avancerad.

### Zerg
Zerg är egentligen inte en ras, utan består av flera. De reser runt mellan olika planeter och assimilerar varelser som de kan få nytta av och införlivar dem i sin Svärm. De har ingen egen vilja utan styrs av en "centralhjärna", kallad The Overmind.
The Overmind skapades av den mystiska rasen Xel'Naga i ett försök att skapa den perfekta varelsen. Under denne står ett antal Cerebrates, som kontrollerar olika delar, broods, av svärmen och har olika uppgifter. Om en av dem dödas, kan The Overmind återuppliva dem igen. The Overmind finns på den avlägsna planeten Char. Deras levnadssätt bygger på att en varelse kan evolvera till en ny eller till olika typer av byggnader.
Cerebrates

Det är dessa som man känner till. Det finns fler, men namnen är irrelevanta.
- Daggoth, Styr Tiamat Brood.
- Zasz, Styr Garm Brood.
- Araq, Styr Jormungand Brood.
- Kagg, Styr Surtur Brood.
- Nargil, Styr Fenris Brood.
- Gorn, Styr Baelrog Brood

### Protoss
Protoss är en utomjordisk ras som har mycket avancerad teknologi. Även dessa bearbetas av Xel'Naga. De lever i ett strikt klassamhälle med tre kaster; Templar Caste, krigarna, Khalai Caste, arbetarna och Judicator Caste, ledarna. De högsta inom Judicator Caste är med i rådet, The Conclave.
Protoss härstammar från planeten Aiur. De följer religionen Khala. Dock finns det de som vägrar acceptera den. Dessa, Dark Templars, blev bannlysta från Aiur och lever nu på planeten Shakuras. Alla som på något sätt nämner dessa eller besöker dem anklagas för högförräderi och avrättas. Protoss teknologi bygger på energikristaller, vilka de använder som kraftkällor till både byggnader och vapen.

## Handling
Till skillnad från andra spel så finns det inte en handling för varje ras, utan här är handlingen uppdelad i tre episoder som följer på varandra.

### Bakgrund
I en inte alltför avlägsen framtid har jorden blivit en form av dystopi. Jorden är överbefolkad och kriminaliteten är hög. Världens regeringar bestämmer sig för att placera de kriminella (som finns i miljontal) i gigantiska rymdskepp och skicka dem till en avlägsen del av vår galax.
Handlingen fortsätter med att dessa kriminella, ihoppackade och "nerfrysta" (i cryotuber) kommer fram till olika planeter i en sektion av galaxen kallad The Koprulu Sector. Människorna börjar skapa sina egna samhällen och snart tar de kontakt med de andra planeterna i sektorn. En konfederation bildas, the Terran Confederacy.
En dag ändras det hela då en främmande ras, Zerg, invaderar och förintar människor på en av konfederationens planeter, Chau Sara. Kort därefter kommer en ny ras in i bilden, Protoss, som med en gigantisk flotta, ledd av Tassadar, förgör allt liv på planeten för att försöka förhindra att Zerg sprider sig. The Confederacy är medvetna om vad som hänt, men tystar ner det. De har dock andra problem då det finns en intern konflikt med rebellgruppen Sons of Korhal, vars hemplanet, Korhal, blev sönderbombad av kärnvapen för att de inte gick med på konfederationens planer.

### Episod I: Rebel Yell
Här tar spelaren upp rollen som en befälhavare för en koloni på planeten Mar Sara. Konfederationen har påbörjat en evakuering av städerna på planeten efter "incidenten" på Chau Sara.
I ödemarken attackeras man av Zerg, som tydligen tagit sig från Chau Sara. Som tur var dyker Sheriffen i området, Jim Raynor, upp och räddar kolonisterna. Efter att ha förstört Konfederationens egendom (som var övertagen av Zerg) blir Raynor arresterad. Zerg växer sig starkare på Mar Sara och anfaller kolonin. Konfederationen väljer att blunda för hotet Zerg, men The Sons of Korhal inser faran och ger de överlevande valet att bli räddade eller att dö av Zergtrupperna, men priset var att de räddade skulle tvingas hjälpa till att störta Konfederationen. De fritar även Raynor. Med hans hjälp gör de en räd in i en forskningsstation där det visar sig att Konfederationen har genomfört tester på Zerg. De laddar ner databasen och flyr sedan från Mar Sara. Strax efteråt förstörs kolonin av Tassadars flotta.
Sons of Korhals ledare Arcturus Mengsk har med hjälp av ritningar från forskningsstationen tillverkat sändare, med vilka man kan locka till sig Zerg. Med dessa lockar han stora mängder Zerg till Konfederationens huvudplanet, Tarsonis. Men innan Zerg hunnit ta sig fram kommer Protoss och försöker döda dem. Man lyckas slå tillbaka Protoss anfall, men Mengsks högra hand, Sarah Kerrigan, överges och dödas av Zerg. Mengsks statskupp lyckas och han utropar sig själv till kejsare över The Terran Dominion. Raynor blir ursinnig över att Kerrigan dödats och han och spelaren flyr från Mengsk.

### Episod II: Overmind
Här tar spelaren upp rollen som en Cerebrate, vars uppgift är att vakta en kokong i vilken Sarah Kerrigan förvaras medan hon muteras. Snart vaknar hon och tillför stor styrka till Svärmen. Hon står nu direkt under the Overmind.
Samtidigt har Tassadar upptäckt att The Dark Templar kan döda Cerebrates och förhindra att de återupplivas. Han allierar sig med dem och medan han uppehåller Kerrigan, dödar The Dark Templar Zeratul en Cerebrate. Detta gör att The Overmind tappar kontrollen över en stor del av Svärmen, men också att Zeratuls och the Overminds medvetanden blir ett för en sekund. Då får the Overmind reda på var Aiur ligger och Zeratul får reda på Overminds planer. Sedan invaderar Zerg Aiur och The Overmind flyttar sig dit.

### Episod III: The Fall
Spelaren tar upp rollen som Tassadars efterträdare sedan denne helt tydligt misslyckats med sina uppdrag. Högsta rådet, The Conclave, beordrar en att man till att börja med ska försvara Aiur mot upprepade Zerganfall. Ute i fältet möter man sin gamla vän och kamrat Praetor Fenix, och man hjälper honom att ta kontrollen över området. Kort därefter blir man kontaktad av Tassadar som säger sig ha kommit på ett sätt att skada Zerg så att man lättare skulle kunna döda dem, då genom att döda Zergs Cerebrates. Fenix och Aldaris (ledaren för The Conclave) beslutar sig för att det är värt ett försök. Försöket misslyckas dock och Aldaris blir bitter över att Tassadar verkligen måste ha blivit galen. Han beslutar sig för att säkra ett av Zerg övertaget territorium för att den återuppstådde Cerebraten inte ska kunna avancera längre in i områden som fortfarande kontrolleras av Protoss.
Snart får Aldaris och hans råd reda på att Tassadar har allierat sig med The Dark Templar, och spelaren skickas till Char för att arrestera Tassadar och ställa honom inför rätta. Tassadar har även allierat sig med människan Jim Raynor (som man kan läsa om högre upp). När man väl kommer fram till Tassadar, beslutar man sig för att efter lite övertalning desertera och hjälpa honom istället. Tassadar berättar om hur man dödar Cerebrates och förklarar att man måste ha hjälp av energier från The Dark Templar, eftersom de energierna är så pass lika The Overmind att det vore som om The Overmind själv skulle döda dem. Så man hämtar Zeratul och hans Dark Templar som tillfälligt har gömt sig i en installation. Aldaris vägrar dock att inse att det är det enda sättet att besegra Zerg, och det leder till inbördeskrig.
Tassadar står dock inte ut med att Protoss dödar Protoss medan Zerg springer fritt på Aiur och utlämnar sig själv åt The Conclave. Fenix och Raynor räddar dock Tassadar och bevisar sedan med Zeratul att det verkligen går att döda Cerebrates och därmed får de en möjlighet att attackera själva The Overmind. Efter långa strider och stora förluster på båda sidor bestämmer sig Tassadar att styra sitt skadade flaggskepp Gantrithor in i The Overmind medan han använder energier från The Dark Templar till att förstöra varelsen. Aldaris erkänner att The Conclave hade fel när det gällde Tassadar och hyllar honom som en hjälte.
Segern blir ändå kortlivad då Zerg fortfarande lever på fälten och Aiur är en stor rykande ruin. Långt borta, på planeten Char, känner Sarah Kerrigan att tiden är inne för hennes uppstigande.

## Flerspelarspel
Spelets flerspelarspeldel har blivit väldigt populär, mest genom den privata servern Iccup, men även över battle.net där motståndare och spelare kan träffas, chatta och spela. Man kan spela i olika stora eller många lag, med begränsningen att det är max åtta spelare per match, det finns många olika spelformer inom Starcraft. Man kan spela den vanligaste sorten one on one, en mot en, eller Free For All (FFA), alla mot alla. En annan populär sort är Use Map Settings banor som inte nödvändigtvis behöver hålla sig inom Melee-genren. Den mest spelade matchupen på iccup är en mot en.

## Spelarcommunity
I Sydkorea finns det proffsligor, turneringar med publik och sponsorer. Landet har även ett antal TV-kanaler som visar Starcraft.
Bonjwa är term i Korea för vissa Starcraftspelare som dominerar en era, vinner titlar och för utvecklingen för hur man spelar spelet framåt. Det ska ske under flera år så att man befäster sin status som stormästare och bonjwa. Det är inte antalet vinster som avgör utan hur man har spelat och hur spelarens status är bland befolkning.

## E-sport
När Starcraft och dess expansion blev en så stor försäljningssuccé som det blev i Korea så började man efter ett tag att anordna tävlingar i det. Turneringarna började så småningom sändas på TV, främst genom kabelkanalerna MBC Games och OGN. Samtidigt som man började organisera tävlingar så började lag, ofta sponsrade av teknikrelaterade företag, att köpa spelare för att träna och spela heltid. Bland annat har de två största telekombolagen i Sydkorea, SK Telecom och KT, varsitt lag. Både individuella tävlingar samt lagtävlingar, där flera lag spelar i en liga, uppstod. "OnGameNet Starleague" (OSL) och "MBCGame StarCraft League" (MSL) var de två största individuella tävlingarna medan ligan för lagspelet helt enkelt hette "Proleague".
En annan stor tävling under Starcrafts storhetstid som E-sport var World Cyber Games, E-sportens OS. World Cyber Games har också sina rötter i Sydkorea och Samsung är en av de största sponsorerna. Då spelare ifrån stora delar av västvärlden deltog i WCG så var det ett av de enda tillfällen som icke-korean och koreaner möttes.

## Tidslinje
- Starcraft – originalspelet, släppt 1998 till Microsoft Windows och Macintosh.
- Starcraft: Brood War – expansionspaketet, utspelar sig efter Starcraft, släppt 1998 till Windows och Macintosh.
- Starcraft 64 – konsolversion av både originalspelet och Brood War, släppt 1998.
- Starcraft: Ghost – konsoltitel som var tänkt att utspela sig fyra år efter Brood War. 24 mars 2006 meddelade Blizzard att de skulle skjuta upp spelet på obestämd tid.
- Starcraft II: Wings of Liberty – släpptes 2010
- Starcraft II: Heart of the Swarm – expansionspaket till Wings of Liberty, släppt 12 mars 2013.
- Starcraft II: Legacy of the Void – Andra expansionspaketet till Wings of Liberty, släppt 10 november 2015